# Kajakarstwo na Letnich Igrzyskach Olimpijskich 1964 – K-2 500 m kobiet
Zawody w kajakarstwie klasycznym (K2) na dystansie 500 m kobiet na Letnich Igrzyskach Olimpijskich 1964 zostały rozegrane w dniach 20 października (eliminacje), 21 października (repasaże) i 22 października (finał). W zawodach wzięło udział 20 zawodniczek z 10 państw.

## Rezultaty
| Legenda | Legenda            | Legenda | Legenda  | Legenda | Legenda         | Legenda | Legenda                  | Legenda | Legenda         |
| ------- | ------------------ | ------- | -------- | ------- | --------------- | ------- | ------------------------ | ------- | --------------- |
| QS      | Awans do półfinału | R       | Repasaże | QF      | Awans do finału | DNS     | Zawodnik nie wystartował | DSQ     | Dyskwalifikacja |

### Eliminacje[1]
| Poz. | Zawodnicy                        | Reprezentacja     | Czas    | Uwagi |
| ---- | -------------------------------- | ----------------- | ------- | ----- |
| 1    | Birthe Hansen Anni Werner-Hansen | Dania             | 1:58.99 | QF    |
| 2    | Francine Fox Glorianne Perrier   | Stany Zjednoczone | 1:59.69 | QF    |
| 3    | Else-Marie Ljungdahl Eva Sisth   | Szwecja           | 2:00.16 | QF    |
| 4    | Margaret Buck Lynette Wagg       | Australia         | 2:08.43 | R     |
| 5    | Hiroko Oshima Keiko Okamoto      | Japonia           | 2:14.53 | R     |

| Poz. | Zawodnicy                           | Reprezentacja | Czas    | Uwagi |
| ---- | ----------------------------------- | ------------- | ------- | ----- |
| 1    | Roswitha Esser Annemarie Zimmermann | Niemcy        | 1:56.66 | QF    |
| 2    | Hilde Lauer Cornelia Sideri         | Rumunia       | 1:57.69 | QF    |
| 3    | Nina Gruzincewa Antonina Sieriedina | ZSRR          | 1:58.81 | QF    |
| 4    | Katalin Benkő Maria Roka            | Węgry         | 2:02.19 | R     |
| 5    | Izabella Antonowicz Daniela Pilecka | Polska        | 2:05.86 | R     |

### Repasaże[2]
Wyścig 1
| Poz. | Zawodnicy                           | Reprezentacja | Czas    | Uwagi |
| ---- | ----------------------------------- | ------------- | ------- | ----- |
| 1    | Katalin Benkő Maria Roka            | Węgry         | 2:06.90 | QF    |
| 2    | Izabella Antonowicz Daniela Pilecka | Polska        | 2:11.02 | QF    |
| 3    | Margaret Buck Lynette Wagg          | Australia     | 2:14.61 | QF    |
| 4    | Hiroko Oshima Keiko Okamoto         | Japonia       | 2:18.39 |       |

### Finał[3]
| Poz. | Zawodnik                            | Reprezentacja     | Czas    |
| ---- | ----------------------------------- | ----------------- | ------- |
|      | Roswitha Esser Annemarie Zimmermann | Niemcy            | 1:56.95 |
|      | Francine Fox Glorianne Perrier      | Stany Zjednoczone | 1:59.16 |
|      | Hilde Lauer Cornelia Sideri         | Rumunia           | 2:00.25 |
| 4    | Nina Gruzincewa Antonina Sieriedina | ZSRR              | 2:00.69 |
| 5    | Birthe Hansen Anni Werner-Hansen    | Dania             | 2:00.88 |
| 6    | Else-Marie Ljungdahl Eva Sisth      | Szwecja           | 2:02.24 |
| 7    | Katalin Benkő Maria Roka            | Węgry             | 2:03.67 |
| 8    | Izabella Antonowicz Daniela Pilecka | Polska            | 2:04.31 |
| 9    | Margaret Buck Lynette Wagg          | Australia         | 2:10.70 |